# تارزان (بازی ویدئویی)
«تارزان» (انگلیسی: Disney's Tarzan) یک بازی ویدئویی در سبک سکوبازی است که توسط اکتیویژن و در سال ۱۹۹۹ و در پلت‌فرم مایکروسافت ویندوز منتشر شده‌است.

## خلاصه داستان
بازیکن کنترل شخصیت اصلی بازی به نام تارزان را به دست می‌گیرد، کودکی یتیم که توسط گوریل‌ها به فرزندی پذیرفته و بزرگ شده است. در ابتدای بازی، تارزان هنوز کودک است و باید مهارت‌های مختلفی را از گوریل‌ها یاد بگیرد؛ از جمله بالا رفتن از درختان، تاب خوردن از شاخه‌ها و مقابله با حیوانات وحشی کوچک اما مهاجم و خطرناک.  
با پیشرفت داستان، تارزان به مردی قوی و ماهر تبدیل می‌شود که باید از خود و خانه برادران حیوانش در برابر شکارچیان تحت فرماندهی کلایتون، شکارچی شرور، دفاع کند. بازی به شکلی طراحی شده که بازیکن هم رشد تارزان از کودکی تا بزرگسالی و هم مبارزات او برای محافظت از جنگل را تجربه می‌کند.  

## گیم‌پلی
بازی تارزن دیزنی یک بازی پلتفرمر دو بعدی با المان‌های سه بعدی است که در آن بازیکن کنترل شخصیت اصلی یعنی تارزان را در قالب کودک و بزرگسال در ۱۴ مرحله مختلف بر عهده می‌گیرد. گیم‌پلی اصلی شامل دویدن و پریدن در محیط بازی است، اما تارزان توانایی‌های دیگری نیز دارد:
مکانیک‌های اصلی بازی:
- سیستم حمله با پرتاب میوه‌های مختلف با قدرت‌های متفاوت (۴ سطح مختلف با رنگ‌های متمایز)
- امکان حمله از بالا و پایین 
- استفاده از چاقو برای نبردهای نزدیک
- سلاح‌های خاص مانند نیزه و چتر در مراحل مشخص
- سیستم سلامتی که با جمع‌آوری موزهای مخفی در محیط بازی پر می‌شود
سیستم جمع‌آوری آیتم‌ها:
- سکه‌هایی که با جمع‌آوری ۱۰۰ عدد، یک جان اضافه می‌دهند
- چهار تکه طراحی مدادی که با جمع‌آوری کامل آنها مرحله بونوس (جایزه) باز می‌شود
- حروف T-A-R-Z-A-N که در هر مرحله مخفی شده‌اند و با جمع‌آوری آنها سینماتیک‌هایی از فیلم باز می‌شوند
سطح‌های دشواری:
سه سطح آسان، متوسط و سخت وجود دارد. در سطح‌های آسان و متوسط، تارزان کوچک راهنمایی‌هایی از دوستش ترک دریافت می‌کند.
دشمنان بازی:
انواع حیوانات از جمله میمون‌ها، بابون‌ها، عقاب‌ها، پلنگ سابور، مارها و خوک‌های وحشی، و همچنین انسان‌هایی مانند کلایتون.
ویژگی‌های منحصر به فرد:
- محیط‌های سه بعدی با گیم‌پلی دو بعدی
- سیستم حمله متنوع با میوه‌های مختلف
- مخفیگاه‌های متعدد و آیتم‌های جمع کردنی
- رشد شخصیت از کودکی تا بزرگسالی
این بازی با وفاداری به فیلم دیزنی ساخته شده و المان‌های داستانی و بصری فیلم را به خوبی منتقل می‌کند.